# Projeto Curaçá
O Projeto Curaçá é uma região de produção agrícola, especialmente destinada à fruticultura irrigada. Localiza-se próximo à Curaçá e Itamotinga, na Bahia. O projeto é um plano da Companhia de Desenvolvimento dos Vales do São Francisco e do Parnaíba (CODEVASF), órgão federal encarregado de administrar as áreas irrigadas do rio São Francisco. A água é retirada do rio e levada às plantações através de um sistema de bombeamento. Foi organizado entre 1975-1979 e em 1980 iniciar-se-iam os loteamentos e ocupações: dos 4 350 hectares que dispõe, 1 959 foram divididos em 268 lotes para pequenos irrigantes, enquanto os restantes 2 386 foram divididos em 22 lotes para empresas.